# Хан Била
Хан Била је насељено место у Босни и Херцеговини у општини Травник. Административно припада Федерацији Босне и Херцеговине, односно њеном Средњобосанском кантону. Према попису становништва из 2013. у насељу је било 715 становника, а већинску популацију чинили су Бошњаци.

## Становништво
По последњем службеном попису становништва из 2013. године у овом насељу живело је 715 становника, а село је било етнички хомогено са већинском бошњачком популацијом.
| Националност | 2013. | 1991.        | 1981.        | 1971.        |
| Бошњаци      | —     | 574 (84,16%) | 458 (90,34%) | 192 (86,88%) |
| Хрвати       | —     | 82 (12,02%)  | 10 (1,97%)   | 3 (1,35%)    |
| Срби         | —     | 2 (0,29%)    | 13 (2,56%)   | 5 (2,62%)    |
| Југословени  | —     | 0            | 5 (0,95%)    | 5 (2,62%)    |
| Црногорци    | —     | 15 (2,20%)   | 19 (3,75%)   | 16 (7,24%)   |
| остали       | —     | 9 (1,32%)    | 2 (0,39%)    | 0            |
| Укупно       | 715   | 682          | 507          | 221          |